# Zamarada bilobata
Zamarada bilobata är en fjärilsart som beskrevs av Fletcher 1974. Zamarada bilobata ingår i släktet Zamarada och familjen mätare. Inga underarter finns listade i Catalogue of Life.